# Abbazia di Tongerlo
L'abbazia di Tongerlo è un monastero dell'ordine dei Canonici regolari premostratensi a Tongerlo, distretto di Westerlo, vicino ad Anversa, in Belgio.

## Cronologia
Fu fondata nel 1128 in onore della Beata Vergine Maria, da Giselberto di Kasterlee, che donò la terra, oltre che entrare a far parte della nuova comunità come frate converso. L'atto della sua fondazione fu firmato, tra gli altri, anche da Bernardo di Chiaravalle e da Waltman, primo abate di Anversa; il vescovo dell'Arcidiocesi di Cambrai concesse i diritti sinodali agli abati, mentre i primi monaci furono inviati dall'Abbazia di San Michele, di Anversa.
L'abbazia divenne sempre più influente nella regione della Campine, all'epoca una zona considerata selvaggia. I vescovi di Cambrai, i capitoli di Liegi e Maastricht, e diversi proprietari terrieri affidarono all'abbazia la responsabilità delle parrocchie, con diritto di patronato, permettendo così uno sviluppo ed una crescita tale che dovette fornire sacerdoti per una quarantina di parrocchie da queste parti.
Con l'erezione di nuove diocesi (1559–60) in Belgio e nei Paesi Bassi, l'abbazia fu gravata di pesanti fardelli, perché non solo doveva fornire fondi per la nuova diocesi di 's-Hertogenbosch, ma il nuovo vescovo ne messo alla guida come abate. Questa situazione durò fino al 1590, quando, per ottenere la sua indipendenza, l'abbazia dovette rinunciare a molte proprietà a sostegno della nuova diocesi.
L'abbazia era un centro educativo, possedeva una delle più grandi biblioteche e fu in grado di riprendere il lavoro dei Bollandisti.
L'ascesa del calvinismo nei Paesi Bassi ha causato diversi conflitti: tre monaci di Tongerlo divennero martiri cattolici, Arnold Vessem e Hendrik Bosch nel 1557 e Peter Janssens nel 1572. Nel XVII secolo, l'abate Francis Wichmans dell'abbazia radunò i cattolici locali.
Le proprietà dell'abbazia furono confiscate e vendute dalle forze di occupazione francesi nel 1796, ma nel 1840 furono riacquistate dal suo rifondatore post-rivoluzionario, Peter Hubert Evermode Backx.
Nel 1899, sotto l'abate Thomas Louis Heylen, fu stipulata una filiazione a Manchester come Priorato del Corpus Christi.

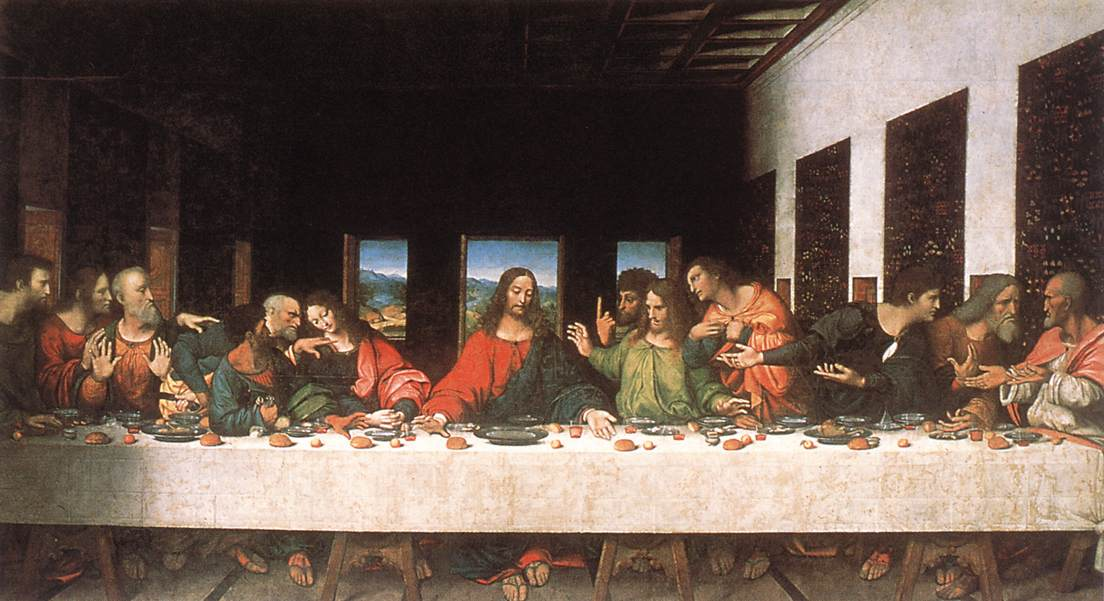
Copia dell'Ultima Cena di Leonardo da Vinci

L'abbazia è anche sede di un Museo Leonardo da Vinci, che contiene una copia del XVI secolo della tela dell'Ultima Cena di Leonardo, di dimensioni approssimativamente simili all'originale. La copia rivela molti dettagli che non sono più visibili nell'affresco originale a causa del deterioramento.